# Sojuz MS-17
Sojuz MS-17 – misja statku Sojuz do Międzynarodowej Stacji Kosmicznej, która dostarczyła połowę 63. i 64. stałej załogi. Był to 145. lot kapsuły Sojuz.
Start z kazachskiego Bajkonuru odbył się 14 października 2020 r. Statek połączył się ze stacją po niemal trzygodzinnym locie o godzinie 8:39 UTC, był to najkrótszy lot do ISS. Pierwotnie miał to być ostatni lot na ISS, kapsuły Sojuz z amerykańskim astronautą na pokładzie. Później jednak podpisano porozumienie, że w kolejnej misji Sojuz MS-18 również znajdzie się miejsce dla amerykańskiego astronauty. Po wycofaniu promów kosmicznych NASA wykupywała miejsca dla swoich astronautów na pokładzie rosyjskich statków Sojuz. Miejsce dla K. Rubins było najdroższym. Rosjanie otrzymali za lot 90,3 miliona dolarów. Dalszy transport astronautów zapewnią amerykańskie kapsuły SpaceX Crew Dragon i Boeing CST-100 Starliner.

## Załoga

### Podstawowa
- Siergiej Ryżykow (2. lot) – dowódca (Rosja, Roskosmos)
- Siergiej Kud-Swierczkow (1. lot) – inżynier pokładowy (Rosja, Roskosmos)
- Kathleen Rubins (2. lot) – inżynier pokładowy (USA, NASA)